# Beta-Amyloid
Beta-amyloid (Aβ eller Abeta ) är peptider som består av 36–43 aminosyror som utgör huvudkomponenten i amyloida plack vid Alzheimers sjukdom. Peptidernas ursprung är amyloid-beta-prekursorproteinet (APP), som klyvs av beta-sekretas och gamma-sekretas för att ge Aβ.
Aβ-molekyler kan bilda flera oligomerer. Enligt en teori kan vissa felveckade oligomerer leda till en kedjereaktion som liknar en prioninfektion. Oligomererna är giftiga för nervceller.
Tau-proteinet, det andra proteinet som är inblandat i Alzheimers sjukdomem, bildar också prionliknande, felveckade oligomerer, och det finns vissa bevis för att felveckad Aβ kan orsaka tau att felveckas.

## Normal funktion
Den normala funktionen av Aβ är oklar Även om vissa djurstudier har visat att avsaknad av Aβ inte ger några symtom, så finns det flera teoretiska funktioner hos Aβ såsom aktivering av kinasenzymer, skydd mot oxidativ stress, reglering av kolesteroltransport, att Aβ  skulle kunna fungerar som en transkriptionsfaktor, och vara antimikrobiell (potentiellt associerad med Aβs pro- inflammatoriska aktivitet).
Amyloid beta rensaas från kroppen av det glymfatiska systemet.. Rensningen ökar under sömnen. Betydelsen av det glymphatiska systemet i Aβ-clearance vid Alzheimers sjukdom är dock okänd.

## Olika sjukdomssammanhang
Aβ är en huvudkomponent i det amyloida placket som förekommer i hjärnan hos personer med Alzheimers sjukdom. Aβ kan också inlagras i cerebrala blodkärl vid cerebral amyloid angiopati. Placken är sammansatta av en härva av Aβ -oligomerer och regelbundet ordnade aggregat som kallas amyloidfibriller, ett proteinveck som delas av andra peptider såsom prioner som är associerade med proteinfelveckningssjukdomar.

### Alzheimers sjukdom
Aβ i hjärnan är förhöjd hos personer med sporadisk (icke ärftlig) Alzheimers sjukdom. 
Flera genetiska, cellbiologiska, biokemiska och djurstudier med  stödjer hypotesen att Aβ spelar en central roll i utvecklingen av Alzheimers sjukdom även om det oklart hur Aβ ackumuleras i det centrala nervsystemet.  
Betydande ansträngningar har fokuserats på de mekanismer som är ansvariga för Aβ-produktion, inklusive de proteolytiska enzymerna gamma- och β-sekretaser som genererar Aβ från dess prekursorprotein, APP (amyloidprekursorprotein). Aβ cirkulerar i plasma, cerebrospinalvätska (CSF) och hjärninterstitiell vätska (ISF) huvudsakligen som lösligt Aβ40. Amyloidplack innehåller både Aβ40 och Aβ42, medan vaskulär amyloid övervägande är den kortare Aβ40. Flera sekvenser av Ap hittades i båda lesionerna.
" Amyloidhypotesen " – att placken är ansvariga för patologin för Alzheimers sjukdom – accepteras av majoriteten av forskarna, men är inte definitivt fastställd. En alternativ hypotes är att amyloidoligomerer snarare än plack är ansvariga för sjukdomen.

### Cancer
Det finns visst stöd för att Aβ är inblandat utvecklingen av cancer, vilket har föranleder studier på en mängd olika cancerformer. Aβ-nivåer har bedömts i relation till ett antal cancerformer, inklusive matstrupe, kolorektal, lunga och lever, eftersom observationsdata har visat på en minskningar av risken för att utveckla Alzheimers sjukdom hos överlevande av dessa cancerformer. Alla cancerformer ovan visade sig vara associerade positivt med ökade Aβ-nivåer, särskilt levercancer. Denna associationsriktning har dock ännu inte fastställts. Studier som fokuserar på mänskliga bröstcancercellinjer har ytterligare visat att dessa cancerceller uppvisar en ökad nivå av uttryck av amyloidprekursorprotein.

### Downs syndrom
Personer med Downs syndrom har en ansamling av amyloid hjärnan och kan utveckla tecken på Alzheimers sjukdom, inklusive försämringar i kognitiv funktion, minne, finmotoriska rörelser, exekutiv funktion och visuospatiala färdigheter.

## Avbildning och mätning av beta amyloid

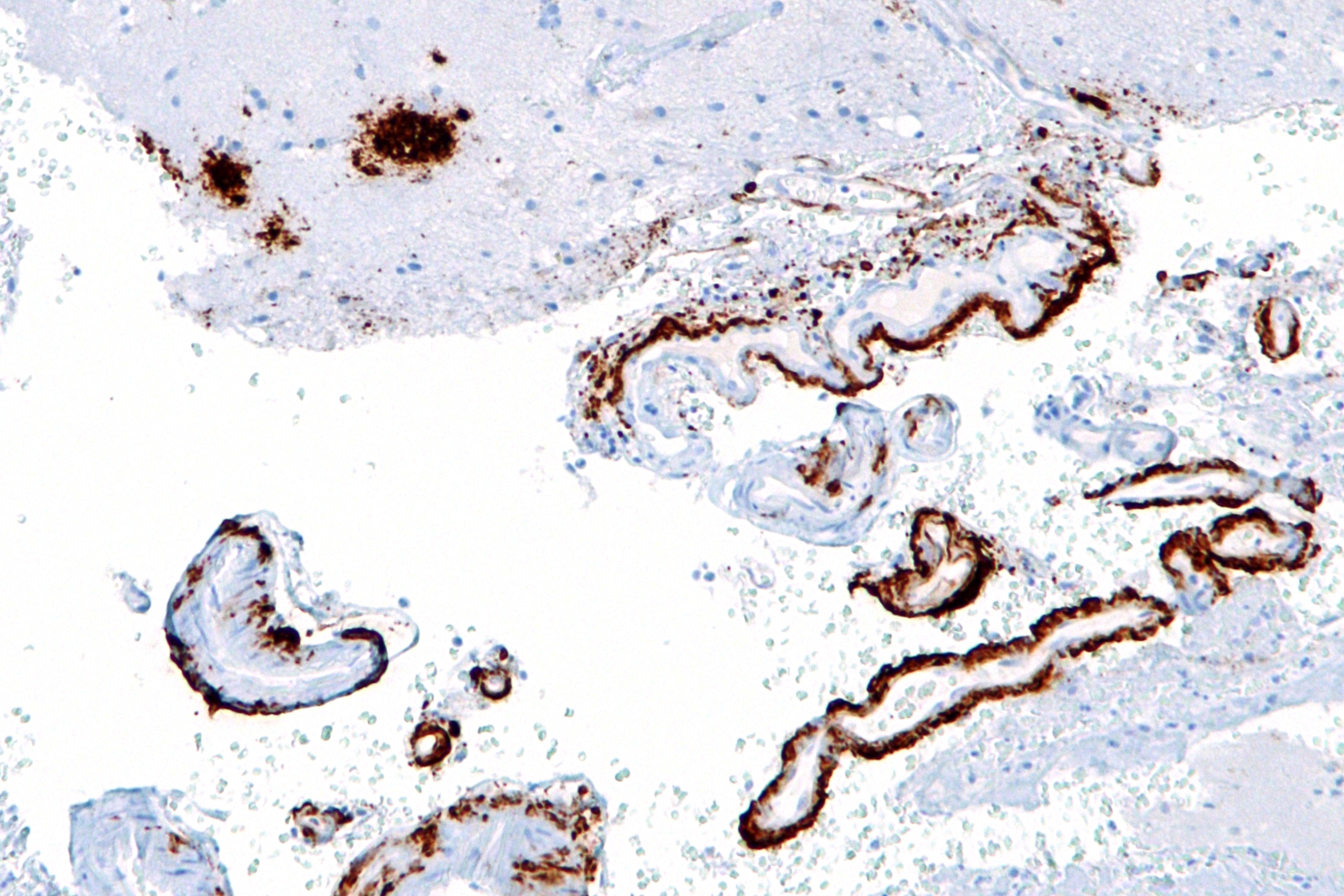
Mikrofotografi som visar amyloid beta (brun) i amyloida plack i hjärnbarken (överst till vänster på bilden) och cerebrala blodkärl (höger på bilden) med immunfärgning

Det är möjligt att avbilda amyloid beta. Pittsburgh-förening B, (6-OH-BTA-1, ett tioflavin ) kan selektivt binda till amyloid beta in vitro (i provrör) och in vivo (i verkliga livet). Denna teknik, kombinerad med PET- avbildning, används för att avbilda områden med plack hos personer med Alzheimers.

### Post mortem eller i vävnadsbiopsier
Amyloid beta kan även mätas med immunfärgning, vilket också gör det möjligt att bestämma var förändringen är lokaliserad. Amyloid beta kan primärt vara vaskulär, som vid cerebral amyloidangiopati, eller i amyloidplack i vit substans.
En känslig metod är ELISA som är en immunosorbentanalys som använder ett par antikroppar som känner igen amyloid beta.
Atomkraftsmikroskopi, som kan visualisera molekylära ytor i nanoskala, kan användas för att bestämma aggregeringstillståndet för amyloid beta in vitro.
Vibrationsmikrospektroskopi är en märkningsfri metod som mäter vibrationen av molekyler i vävnadsprover. Amyloidproteiner som Aβ kan detekteras med denna teknik på grund av deras höga innehåll av β-arkstrukturer. Nyligen löstes bildandet av Aβ-fibriller i olika placktyper vid Alzheimers sjukdom, vilket indikerar att plack passerar olika stadier i sin utveckling.
Dubbelpolarisationsinterferometri är en optisk teknik som kan mäta tidiga stadier av aggregation genom att mäta molekylstorleken och densiteterna när fibrillerna förlängs. Dessa aggregatprocesser kan också studeras på lipiddubbelskiktskonstruktioner.